# 稚内ユースホステル
稚内ユースホステル（わっかないユースホステル）は、日本ユースホステル協会に加盟していた北海道稚内市こまどりにあるユースホステル。
丘の上に立地し、天気が良ければ樺太や利尻島が遠望できた。1964年（昭和39年）に開館した、「ユースホステル喜登旅館」が始まり。

## アクセス
- JR南稚内駅より徒歩12分。また宗谷バス稚内駅前ターミナルより緑町線「緑6丁目」行乗車10分、「南小学校前」バス停下車徒歩2分。

## 周辺施設
- スキー場あり